# Habenaria montis-wilhelminae
Habenaria montis-wilhelminae là một loài thực vật có hoa trong họ Lan. Loài này được Renz mô tả khoa học đầu tiên năm 1992.